# Lithacodia decorata
Lithacodia decorata är en fjärilsart som beskrevs av Moore 1882. Lithacodia decorata ingår i släktet Lithacodia och familjen nattflyn. Inga underarter finns listade i Catalogue of Life.